# Pasvalys
Pasvalys is een stad in het noorden van Litouwen dat aan de samenvloeiing van de rivieren Svalia en Lėvuo ligt.
Pasvalys is als dusdanig gekend sinds het eind van de 15e eeuw. In 1497 werd een privilege tot bouw van de stad toegekend.
De St.-John Kerk werd meermaals herbouwd hoewel de buitenzijde zijn huidige vorm reeds heeft van in 1787.
Een standbeeld voor de ingenieur Petras Vileisis werd ontworpen door de Litouwse beeldhouwer Vincas Grubas.

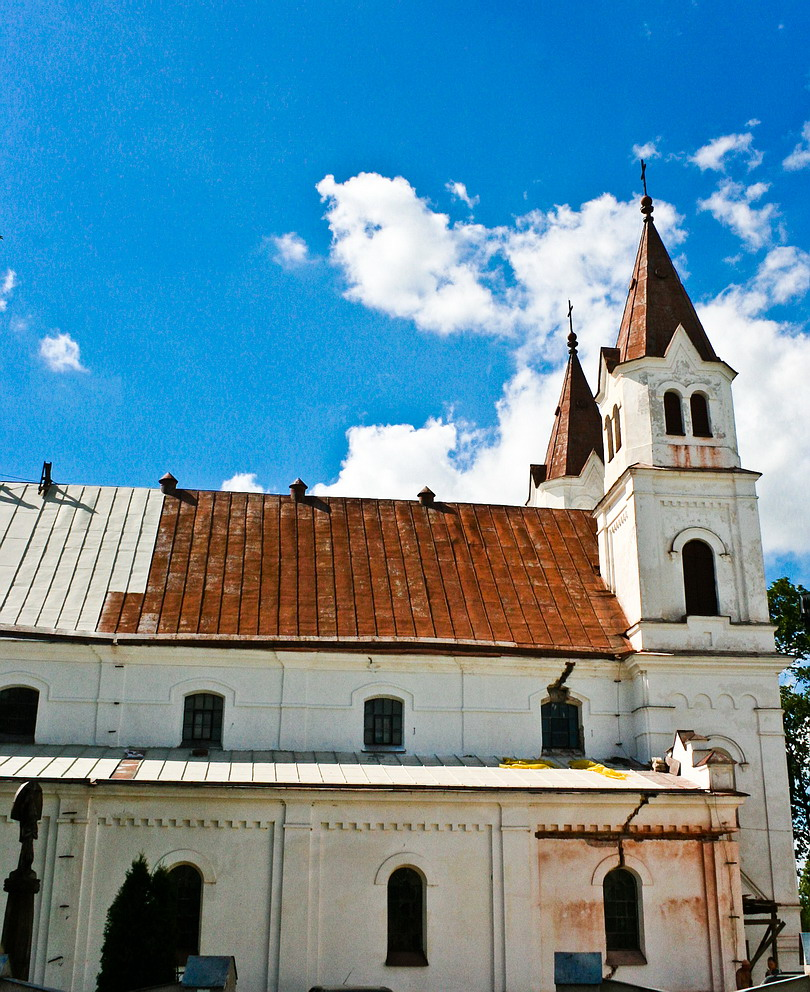
Kerk